# Герценок Віктор Андрійович
Віктор Андрійович Герцено́к (17 вересня 1934, Нижня Хортиця — 31 березня 2017, Запоріжжя) — український художник; член Спілки радянських художників України з 1964 року.

## Біографія
Народився 17 вересня 1934 року в селі Нижній Хортиці (нині Запорізький район Запорізької області, Україна). Протягом 1953—1958 років навчався на живописно-педагогічному відділенні Одеського художнього училища, був учнем Олександра Ацманчука, Володимира Путейка, Івана Гурського. Здобув фах вчителя малювання та креслення. Дипломна робота — картина «Тарас Шевченко в Україні» (олія; керівник Іван Беспалов).
З 1958 року працював художником в Запорізькому обласному товаристві художників. Мешкав у Запоріжжі в будинку на вулиці Правди, № 39, квартира № 20 та у будинку на вулиці Дудикіна, № 24, квартира № 15. Помер у Запоріжжі 31 березня 2017 року.

## Творчість
Працював у галузях станкової графіки та станкового живопису, майстер індустріального жанру, пейзажу та натюрморту. Серед робіт:
живопис
- «Яхти» (1967);
- «Ранок» (1971);
- «Азовське море» (1973);
- «Над Дніпром» (1975);
- «Березень. Підмосков'я» (1976);
- «Осінь на Хортиці» (1976);
- «Зимовий вечір на Хортиці» (1987);
- «Софіївський собор. Київська осінь» (2002);

графіка
- серія «Запоріжжя індустріальне» (1959—1962, суха голка);
- «Тарас Шевченко» (1961, суха голка);
- «Зимовий ранок» (1962, офорт, акватинта);
- «Монтажні роботи» (1962, офорт);
- «Прибій» (1963, офорт);
- «Тарасова ніч» (1964, гравюра);
- «Зимовий ранок» (1964, акватинта);
- «Ремонт сейнерів»/Сейнери в порту» (1965, акватинта);
- «Київ узимку» (1966);
- «Запоріжсталь» (1967, акватинта);
- «Будівництво Дніпрогесу» (1969, вугілля);
- «Пізній жовтень» (1974, офорт, акватинта);
- «Відродження Дніпрогесу» (1980);
- «Абрикос зацвів» (1986);
- «Зимовий вечір» (1986);
- «Сталевари Запоріжжя» (1987);
- «Весна на Хортиці» (1988).

Брав участь у республіканських виставках з 1960 року, всесоюзних — з 1961 року. Персональні виставки відбулися у Запоріжжі 1974, 1977, 1985, 1999, 2001—2002 роках, Києві у 1998 році.
Роботи художника зберігаються у Національному художньому музеї України у Києві, у музеях Донецька, Львова, Горлівки, Бердянська, Запоріжжя.